# Bács-Bodrog
Le comitat de Bács-Bodrog (en hongrois : Bács-Bodrog vármegye ; en serbe : Бачко-бодрошка жупанија, Bačko-bodroška županija et en latin : comitatus Bacsiensis et Bodrogiensis) est le nom d'une subdivision administrative historique du royaume de Hongrie. Son territoire s'étendait sur le sud de l'actuelle Hongrie et sur le nord de la Serbie, à l'ouest de la province de Voïvodine, et son chef-lieu était Sombor (en hongrois : Zombor).
Le comitat tire son nom de la ville de Bač (Bács) et des Abodrites (Bodrog en hongrois), un ancien peuple slave du nord de l'Allemagne dont certains membres vinrent s'installer dans la région au Moyen Âge.

## Géographie
Le comitat de Bács-Bodrog était limitrophe de plusieurs autres comitats du royaume de Hongrie, ceux de Baranya, Pest-Pilis-Solt-Kiskun, Csongrád, Torontál, Szerém et Verőce, ces deux derniers faisant partie de la Croatie-Slavonie. Le Danube constituait ses limites occidentale et méridionale, tandis que la Tisza, jusqu'à sa confluence avec le Danube, formait sa frontière orientale. Vers 1910, il s'étendait sur 10 362 km2.

## Histoire
Le comitat de Bács, qui remonte au XIe siècle, fut un des premiers comitats du royaume de Hongrie. Occupé par les Ottomans au XVIe siècle, il fut intégré au sandjak de Segedin, une subdivision de l'Empire. Lorsque la région de la Bačka entra dans les possessions des Habsbourg en 1699, le comitat fut rétabli sur sa partie occidentale, tandis que sa partie orientale fut incorporée dans la section Tisza-Moriš de la frontière militaire. Après l'abolition de cette partie de la Frontière en 1751, les parties orientales de la Bačka furent à leur tour intégrées dans le comitat de Bács. La seule partie de la Bačka à rester à l'intérieur de la Frontière militaire était la région de la Šajkaška, qui passa à son tour sous administration civile en 1873.
Lors de la révolution de 1848-1849, le territoire du comitat fut intégré à la voïvodine de Serbie puis fit partie, entre 1849 et 1860, du voïvodat de Serbie et du banat de Tamiš, une province autonome au sein de l'Autriche-Hongrie. Lorsque ce voïvodat fut aboli à son tour dans les années 1860, le comitat de Bács-Bodrog fut créé et intégré au royaume de Hongrie.
En 1918, le rattachement du comitat au royaume des Serbes, Croates et Slovènes nouvellement formé fut proclamé, mais le traité de Trianon restitua à la Hongrie en 1920 environ 15 % du territoire.
- la partie méridionale de l'ancien comitat, attribuée au royaume des Serbes, des Croates et des Slovène, avait Novi Sad comme chef-lieu et pour villes principales Sombor et Subotica. Elle forma d'abord, entre 1918 et 1922, un comitat, puis, entre 1922 et 1929, une province (oblast), avant d'être intégrée en 1929 à la banovine du Danube, une des provinces du royaume de Yougoslavie. Pendant la Seconde Guerre mondiale, la partie yougoslave, occupée par les Hongrois, fut de nouveau réunie à la partie hongroise pour reformer l'ancien comitat, mais, en 1944, les frontières furent restaurées. Elle fait aujourd'hui partie de la région autonome de Voïvodine, en Serbie.

- La partie septentrionale, attribuée à la Hongrie, continua à s'appeler comitat de Bács-Bodrog, mais avec Baja comme chef-lieu. Après la Seconde Guerre mondiale, ce petit comitat fut réuni à celui de Pest-Pilis-Solt-Kiskun pour former le comitat de Bács-Kiskun.

## Démographie

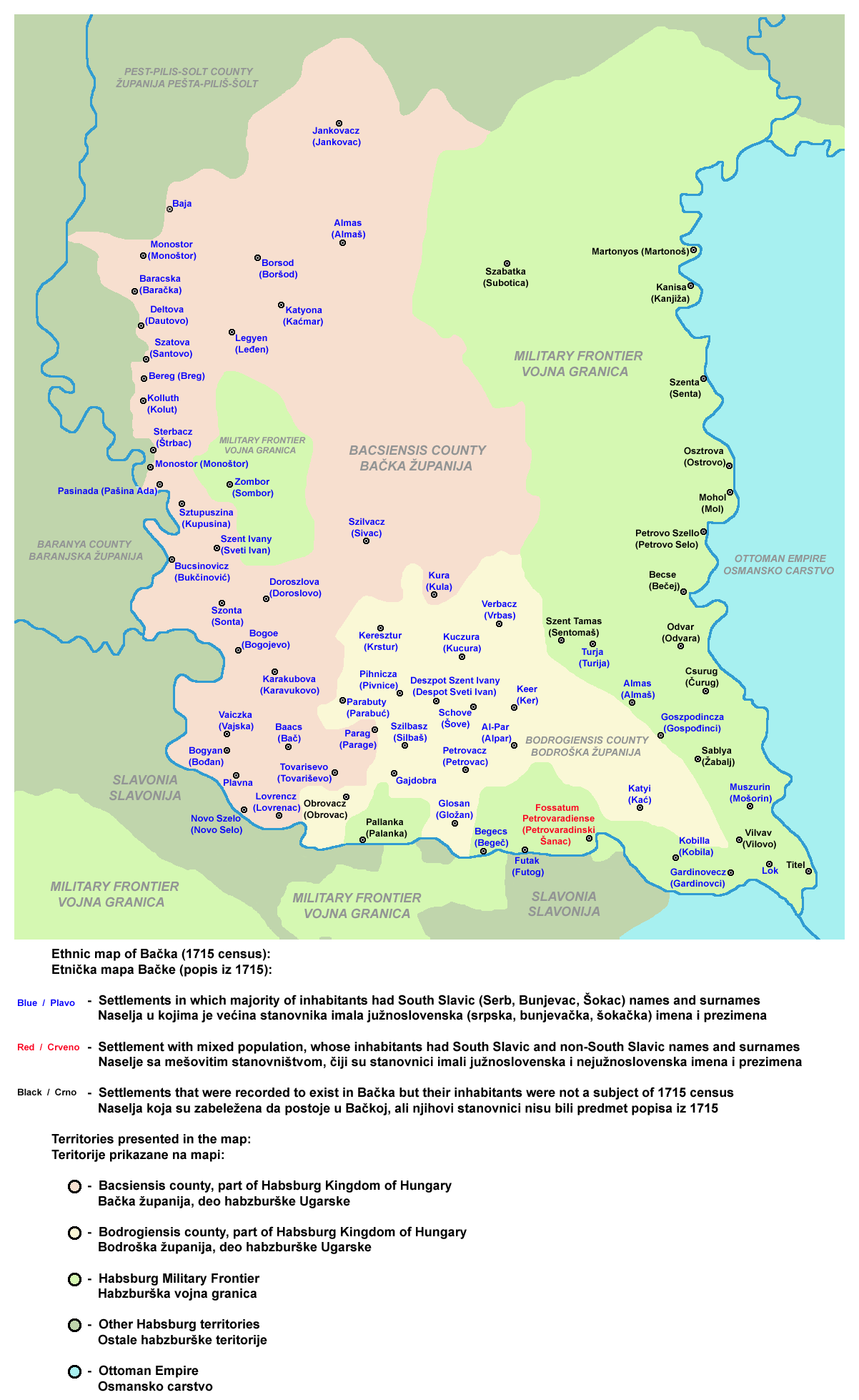
Carete ethnique et division politique du comitat en 1715

Selon le recensement autrichien de 1715, les Serbes, les Bunjevcis, et les Šokci (Croates) formaient 97,6 % du comitat.
Le recensement de 1720 faisait état de 104 569 habitants vivant dans le comitat, parmi lesquels on comptait 98 000 Serbes (dont 76 000 orthodoxes et 22 000 catholiques romains, Bunjevcis et Šokci), 5 019 Magyars et 750 Allemands. Les Serbes représentaient ainsi 73 % de la population totale du comitat, les Bunjevcis et les Šokci 23 %.
Au cours du XVIIIe siècle, les Habsbourg soutinrent une intense politique de colonisation dans le secteur, notamment en raison du faible peuplement de la région après les dernières guerres contre les Ottomans. Les nouveaux arrivants furent d'abord des Serbes, des Magyars et des populations germaniques. Comme beaucoup de ces Allemands venaient de Souabe, ils étaient connus sous le nom de Souabes du Danube (Donauschwaben) ; d'autres populations germaniques vinrent aussi d'Autriche, de Bavière et d'Alsace. Des Slovaques luthériens, des Ruthènes pannoniens et d'autres peuples participèrent aussi à la colonisation mais dans une moindre mesure.
Jusqu'en 1751, des Serbes venant de la frontière militaire vinrent s'installer dans le comitat. Après l'abolition de la section Tisa-Moriš de la Frontière, ils quittèrent le nord-est de la Bačka pour émigrer en Russie, notamment en Nouvelle Serbie et en Slavo-Serbie, ou dans le Banat, où la Frontière militaire était encore maintenue.
En 1820, la population du comitat s'élevait à 387 914 habitants. Les Serbes, y compris les Bunjevcis et les Šokci, ne représentaient plus que 44 % de la population totale, soit 170 942 habitants, tandis qu'il y avait 121 688 Hongrois et 91 016 Allemands, soit respectivement 31 % et 23 % de la population.
Le XIXe siècle vit la montée des nationalismes dans le comitat et, notamment, le nationalisme hongrois qui s'accompagna d'une politique de magyarisation. Une politique de colonisation massive, notamment dans le nord, donna aux Magyars une majorité relative dans un comitat qui restait de peuplement mêlé.
Selon le recensement de 1910, le comitat comptait 812 385 habitants. La répartition de la population par langue s'établissait de la manière suivante :
En 1910, la répartition géographique des trois groupes ethniques les plus importants s'effectuait de la manière suivante : les Magyars vivaient principalement au nord du comitat, les Allemands à l'ouest et les Serbes au sud. De fait, Novi Sad, située au sud du comitat, fut le centre politique du peuple serbe aux XVIIe et XIXe siècles.

## Subdivisions
Au début du XXe siècle, le comitat de Bács-Bodrog était subdivisé de la manière suivante :
| Districts (járás)                             | Districts (járás)                  |
| District                                      | Chef-lieu                          |
| --------------------------------------------- | ---------------------------------- |
| Apatin                                        | Apatin                             |
| Bácsalmás                                     | Bácsalmás                          |
| Baja                                          | Baja                               |
| Hódság                                        | Hódság (en serbe : Odžaci)         |
| Kula                                          | Kula (en serbe : Kula)             |
| Óbecse                                        | Óbecse (en serbe : Bečej)          |
| Palánka                                       | Palánka (en serbe : Bačka Palanka) |
| Titel                                         | Titel (en serbe : Titel)           |
| Topolya                                       | Topolya (en serbe : Bačka Topola)  |
| Újvidék                                       | Újvidék (en serbe : Novi Sad)      |
| Zenta                                         | Zenta (en serbe : Senta)           |
| Zombor                                        | Zombor (en serbe : Sombor)         |
| Zsablya (Józseffalva)                         | Zsablya (en serbe : Žabalj)        |
| Comitats urbains (törvényhatósági jogú város) |                                    |
| Baja                                          |                                    |
| Szabadka (en serbe : Subotica)                |                                    |
| Újvidék (en serbe : Novi Sad)                 |                                    |
| Zombor (en serbe : Sombor)                    |                                    |
| Districts urbains (rendezett tanácsú város)   |                                    |
| Zenta (en serbe : Senta)                      |                                    |